# × Bifrenidium
×Bifrenidium, viết tắt trong thương mại làm vườn là Bifdm, là một chi lan được lai từ 2 chi Bifrenaria và Zygowarrea (Bif x Zwr).